# Roman Maksymyuk
Roman Maksymyuk est un footballeur ukrainien, né le 14 juin 1974 à Bytkiv. Il évolue au poste de milieu offensif.

## Palmarès
- CSKA Borysfen Kiev
  - Vainqueur du Championnat d'Ukraine de 4e division en 1995.
- Zénith St-Pétersbourg
  - Vainqueur de la Coupe de Russie en 1999.
- Dynamo Kiev
  - Vainqueur du Championnat d'Ukraine en 2000.